# کوین مکل
کوین مکل (انگلیسی: Kevin McCall؛ زادهٔ ۲۵ ژوئیهٔ ۱۹۸۵) یک موسیقی‌دان اهل ایالات متحده آمریکا است. وی از سال ۲۰۰۷ میلادی تاکنون مشغول فعالیت بوده‌است.